# Irchenrieth
Irchenrieth är en kommun och ort i Landkreis Neustadt an der Waldnaab i Regierungsbezirk Oberpfalz i förbundslandet Bayern i Tyskland. 
De tidigare kommunerna Bechtsrieth och Trebsau uppgick 1 januari 1978 i Irchenrieth. Bechtsrieth blev 1 januari 1994 åter en självständig kommun.
Kommunen ingår i kommunalförbundet Schirmitz tillsammans med kommunerna Bechtsrieth, Pirk och Schirmitz.